# Convento de Santa Clara (Alegría de Álava)
El convento de Santa Clara es un cenobio situado en el concejo de Alegría de Álava, en el municipio español del mismo nombre.

## Descripción
El convento está sito en el concejo alavés de Alegría de Álava. Fundado en 1581 gracias a una donación del abad de Otorgoyen, hacia 1615 se sujetó a las reglas de la Orden de Santa Clara.
A mediados del siglo XIX, el convento, de clausura, daba techo a trece religiosas. Aparece descrito en el primer volumen del Diccionario geográfico-estadístico-histórico de España y sus posesiones de Ultramar de Pascual Madoz con las siguientes palabras:

Hay un conv. de religiosas, fundado en 1581, por donacion de casas y rent. que á unas beatas del l. de Alecha hizo el abad de Otorgoyen, con la condicion, que aceptaron, de llevar á efecto la fundacion, y establecerse en clausura; en 1615, á instancia de ellas se sujetaron á las reglas de Sta. Clara, y tuvieron por abadesa á doña Juana de Alava, hija del conv. de la misma órden de la referida c; hoy existen 13 religiosas.
(Madoz, 1845, p. 523)

Fue pasto de las llamas durante la guerra de la Independencia Española.